# Мост Рейнкни
Мост Рейнкни (нем. Rheinkniebrücke, в переводе - мост на излучине Рейна, буквально — мост на колене Рейна, Knie - колено, изгиб, лука) — вантовый мост через Рейн в городе Дюссельдорф (Германия, федеральная земля Северный Рейн-Вестфалия). Мост соединяет районы Дюссельдорфа Унтербильк и Оберкассель. Своё название мост получил по месту расположения.

## Технические данные[1]
- Количество пилонов — один парный
- Высота пилонов — 114,1 м
- Материал вантов — сталь
- Материал пилонов — сталь
- Материал полотна — сталь
- Количество вантов — 14
- Основной пролет — 319 м
- Общая длина — 561,15 м
- Ширина моста — 28,92 м
- Толщина полотна — 3,35 м

## История
Решение о строительстве моста было принято в 1962 году. Разработка проекта была поручена архитектору Фридриху Таммсу. Главным инженером был назначен Фриц Леонардт. Строительство моста было начато в 1965 году компаниями Deutsche Maschinenbau-Aktiengesellschaft (Demag AG), Gutehoffnungshütte, Aktienverein für Bergbau und Hüttenbetrieb и Hein, Lehmann & Co.. В эксплуатацию мост был сдан 16 октября 1969 года. На момент открытия это был вантовый мост с самым длинным пролётом в мире.

## Интересные факты
- Первоначально в пилоне моста Rheinkniebrücke планировалось разместить световые часы, но идея так и не была воплощена в жизнь. Световые же часы были смонтированы в «ноге» телевизионной башни Rheinturm [3];
- На правом берегу Рейна в непосредственной близости от моста Rheinkniebrücke находятся здание ландтага Северного Рейна-Вестфалии и телевизионная башня Rheinturm;
- Прямо под мостом Rheinkniebrücke в его правобережной части расположено здание театра-варьете «Roncallis Apollo-Varieté-Theater» [4], основателем которого выступил знаменитый немецкий Цирк Ронкалли[нем.].